# Partiet Sentrum
Partiet Sentrum (deutsch: Die Partei Zentrum), auch bekannt als Sentrum, ist eine norwegische Partei, die im Herbst 2020 gegründet worden ist. Die Partei wurde im Jahr 2020 von Geir Lippestad und ehemaligen Mitgliedern der Kristelig Folkeparti (KrF) gegründet.

## Geschichte
Am 24. September 2020 wurde die Vereinigung Sentrum gegründet. Medien berichteten erstmals nach der Bekanntgabe am 29. September 2020. Die Gründung erfolgte durch den Anwalt und ehemaligen Arbeiderpartiet-Politiker Geir Lippestad, der unter anderem als Verteidiger des Massenmörders Anders Behring Breivik Bekanntheit erlangte, und mehreren aus der Kristelig Folkeparti (KrF) ausgetretenen Politikern. In der KrF war es Ende 2018 zu einer Abstimmung der Parteibasis darüber, ob die KrF der Regierung Solberg beitreten oder eine linkere Regierung unterstützen solle, gekommen. Der neuen Vereinigung Sentrum schlossen sich einige Politiker an, die sich für eine linkere Regierung ausgesprochen hatten.
Als Ziel der neuen Vereinigung wurde angegeben, in das norwegische Nationalparlament Storting einzuziehen. Bis zum Ende des Jahres 2020 musste die Vereinigung zunächst 5000 Unterschriften sammeln, um sich als Partei registrieren zu können. Die nötige Anzahl an Unterschriften wurde schließlich erreicht und die Partei konnte im Januar 2021 ins Partiregisteret aufgenommen werden.
Im November 2020 wurde der Parteieintritt von Dagrun Eriksen, die von 2004 bis 2017 stellvertretende Vorsitzende der KrF war und von 1997 bis 2013 im Storting saß, bekannt. Erster Vorsitzender der Jugendpartei Unge Sentrum wurde Simen Bondevik, Enkelsohn des ehemaligen Ministerpräsidenten Kjell Magne Bondevik. Simen Bondevik war ebenfalls zunächst in der KrF engagiert.
Nach eigenen Angaben hatte die Partei im Mai 2021 etwa 850 Mitglieder. Bei der Parlamentswahl im September 2021 erhielt die Partei 7836 Stimmen und damit insgesamt 0,3 % der Stimmen. Das beste Ergebnis erzielte die Partei in der Kommune Hemsedal, wo sie ein Wahlergebnis von 1,0 % hatte.

## Positionen
Bei der Gründung bezeichnete sich Sentrum als blockunabhängig. Als Programmpunkte wurden unter anderem angegeben, größere Verantwortung für Flüchtlinge zu übernehmen, die Ölförderung in den nächsten 15 Jahren zu beenden sowie der wachsenden wirtschaftlichen Ungleichheit entgegenzuwirken. Im Mai 2021 erklärte Lippestad auf einem Parteitag, dass die Partei eine Mitte-Links-Regierung bevorzuge.